# Sister MAYO
Sister MAYO（1974年7月26日—），原名澤田雅世，是日本的女性歌手，主要唱的是動畫及遊戲歌曲。現在她是Columbia Music Entertainment属下的Cyber Nation Network及Project.R成員之一，另外她也是原X Japan貝斯手澤田泰司的妹妹。

## 音樂作品

### 澤田雅世名義

#### 單曲
- LEGEND OF BLIZZARD~夢に吹く風~

c/w：瞳の中のオアシス
1997年1月21日
遊戲『Queens Road』片頭曲及片尾曲
發行：Bandai Music Entertainment

### Sister MAYO名義
在Sister MAYO名義的歌曲之中，全部由Columbia Music Entertainment發行。

#### 單曲
- LOVE☆トロピカ～ナ

c/w：ふしぎなジャングル（歌：ジャック・伝ヨール）
2001年5月19日
動畫『熱帶雨林的爆笑生活』片頭曲
- LOVE☆トロピカ～ナ・デラックス

c/w：ファン・ファン＆シャウト
2002年8月21日
動畫『熱帶雨林的爆笑生活 DELUXE』片頭曲及片尾曲
- LOVE☆トロピカーナ・ファイナル

c/w：テルテル坊主（主唱：ハレ）
2003年12月17日
動畫『熱帶雨林的爆笑生活 FINAL』片頭曲
- 魔法戦隊マジレンジャー（主唱：岩崎貴文）

c/w：呪文降臨～マジカル・フォース
2005年3月2日
特攝『魔法戰隊魔法連者』片尾曲
- パッタ☆ポッタ☆モン太のうた

c/w：小さな勲章
2006年9月20日
動畫『パッタ・ポッタ・モン太』片頭曲及片尾曲
- ぷるるんっ！しずくちゃん

c/w：しずくの森からこんにちは
2006年11月22日
動畫『ぷるるんっ!しずくちゃん』片頭曲及片尾曲
- 騎士竜戦隊リュウソウジャー（主唱：幡野智宏）

c/w：ケボーン! リュウソウジャー
2019年3月17日
特攝『騎士龍戰隊龍裝者』片尾曲

#### 其他
- 動畫『Master Mosquiton '99』音樂大辭典Vol.3～ALL SONGS&EXTRA BGM～

1998年3月21日
收錄歌曲：「Oh My God!」
- 特攝『魔法戰隊魔法連者』全曲集～Magical Complete Songs～

2005年12月21日
收錄歌曲：「魔法のJUMON」
- 特攝『獸拳戰隊激氣連者』GEKIUTA的修行 第一輯

2007年4月25日
收錄歌曲：「Just feel it 〜明日のために〜」
- 動畫『ぷるるんっ!しずくちゃん』Song Collection しずくの森のヒットパレード!!

2007年4月18日
收錄歌曲：「しずくの森に雪がふる」

## 外部連結
- （日語） Sister MAYO - 動畫歌手資料庫（页面存档备份，存于）